# Leptogium rugosum
Leptogium rugosum är en lavart som beskrevs av Sierk. Leptogium rugosum ingår i släktet Leptogium och familjen Collemataceae.   Inga underarter finns listade i Catalogue of Life.